# 艾瓜维瓦
艾瓜维瓦，是西班牙加泰罗尼亚赫罗纳省的一个市镇。总面积14平方公里，总人口496人（2001年），人口密度35人/平方公里。